# كارل يونيدا
كارل يونيدا (بالإنجليزية: Karl Yoneda)‏ هو صحفي أمريكي، ولد في 1906 في غلينديل في الولايات المتحدة، وتوفي في 1999.